# ناته ریچارت
ناته ریچارت (انگلیسی: Nate Richert؛ زادهٔ ۲۸ آوریل ۱۹۷۸) هنرپیشه و موسیقی‌دان اهل ایالات متحده آمریکا است.
از فیلم‌ها یا برنامه‌های تلویزیونی که وی در آن نقش داشته‌است می‌توان به سابرینا جادوگر نوجوان اشاره کرد.